# شورای دوم واتیکان
شورای دوم واتیکان (به لاتین: Concilium Oecumenicum Vaticanum Secundum که به صورت غیررسمی با عنوان واتیکان دوم یاد می‌شود) میان کلیسای کاتولیک روم و دنیای مدرن ارتباط برقرار نمود.

## تاریخچه

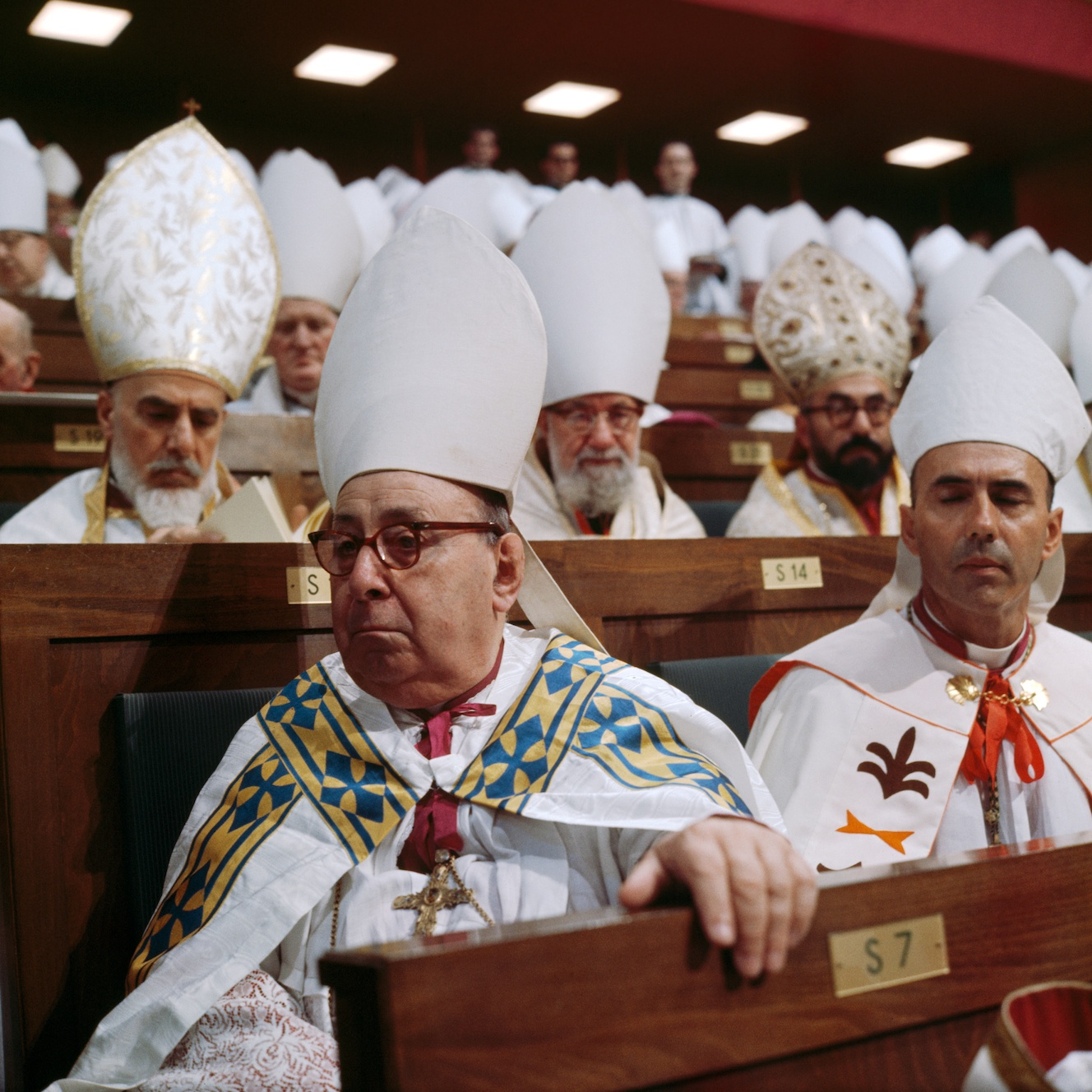
پدران شورای دوم واتیکان

این بیست و یکمین شورای عام کلیسای کاتولیک و دومین شورای برگزار شده در کلیسای سنت پیتر در واتیکان بود. این شورا، از طریق مقدس، به‌طور رسمی تحت اسقفی پاپ ژان بیست و سوم در ۱۱ اکتبر سال ۱۹۶۲ شروع به کار کرد و تحت رهبری پاپ پل ششم در جشن مفهوم معصوم (معصومیت مریم مقدس) در سال ۱۹۶۵ به پایان رسید.
از کسانی که در جلسه گشایش شورا نقش داشتند، چهار نفر در آینده به مقام پاپی رسیدند: کاردینال جیووانی باتیستا مونتینی، که بعد از پاپ ژان بیست و سوم پل ششم نامیده شد. اسقف آلبینو لوسیانی، پاپ ژان پل اول. اسقف کارول ویتیلا که پاپ ژان پل دوم شد و ژوزف راتسینگر، که به عنوان مشاور دینی حاضر بود و بعدها پاپ بندیکت شانزدهم شد.
هنوز هم اعتبار شورای دوم واتیکان نزد کسانی که همدلی کامل با کلیسای کاتولیک روم ندارند، به عنوان نقطه متضاد مورد سؤال و ابهام می‌باشد. به ویژه دو مکتب فکری در این بین دیده مشاهده می‌شود:
- کاتولیک سنت گرا، که ادعا می‌کنند اصلاحات مدرن که از نتایج مستقیم یا غیر مستقیم این شورا است، اثرات مضر و بی‌تفاوتی نسبت به آداب و رسوم، باورها و پرهیزکاری کلیسای قبل از سال ۱۹۶۲ به ارمغان آورد. علاوه بر این، ایشان اشاره می‌کنند به تضاد اعتقادی شورا در مقایسه با اظهارات پاپی قبلی در مورد ایمان، اخلاق و اصولی که قبل از خود این شورا اعلام شده بود. آن‌ها ادعا دارند که از آنجا که هیچ تعاریف جزمی در اسناد شورا وجود ندارد، چنین اسنادی مصون از خطا نیست، از این رو شرعاً برای کاتولیک‌های رومی مؤمن الزام‌آور نیست، به ویژه زمانی که چنین اسناد شورایی راه را برای اجرای سست اصول دیرینه مورد تأیید کاتولیک که قبلاً توسط پاپهای قبل از سال ۱۹۶۲ تصدیق شده‌اند، باز کرد.
- کاتولیک‌های مخالف پاپ (Sedevacantists) که فراتر از این ادعا دارند که پس از شکسته شدن سنت کاتولیک، پاپ‌های حاضر نمی‌توانند به صورت واقعی ادعای پاپی نمایند که در نتیجه مقام پاپی بدون متصدی می‌باشد.

## زمینه

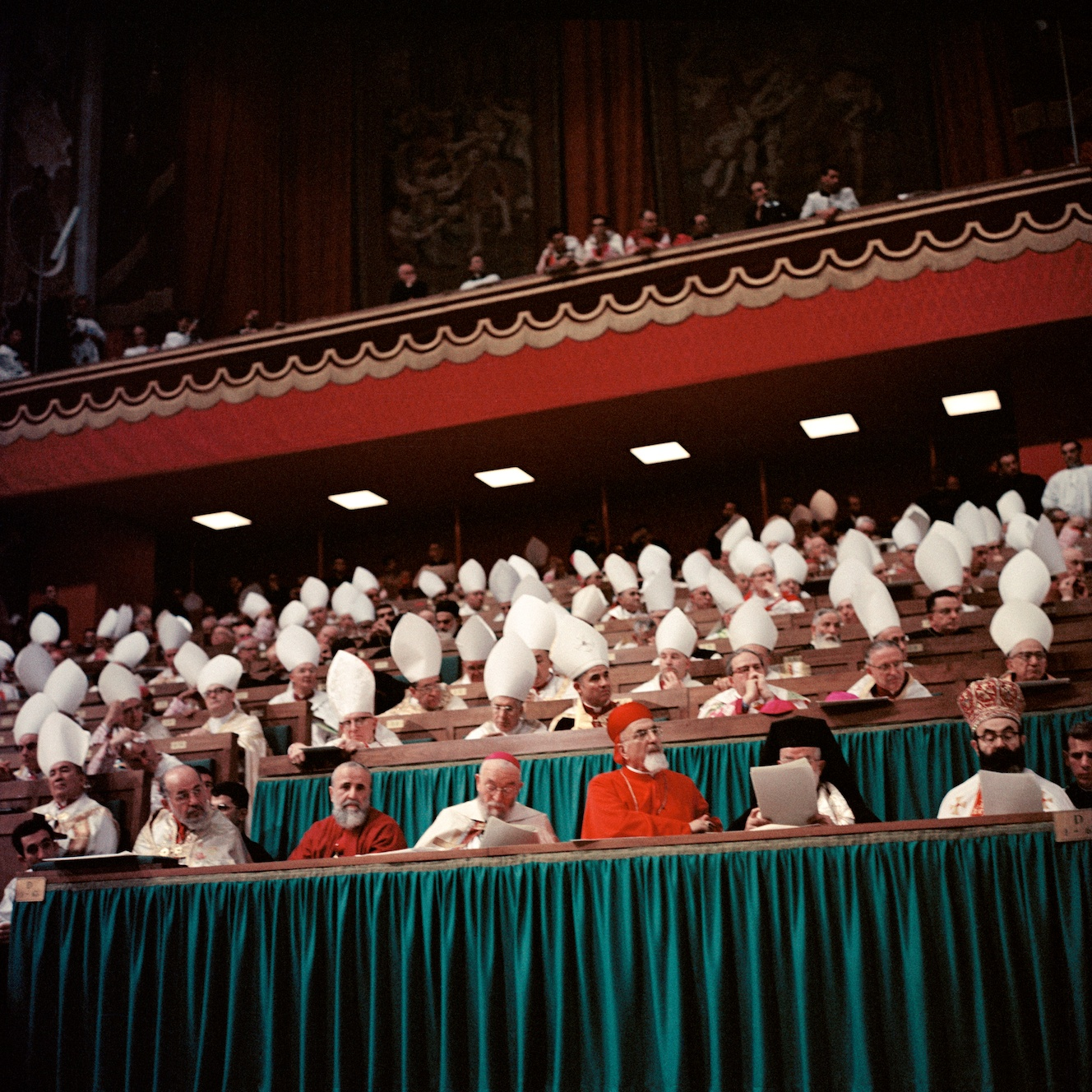
شورای دوم واتیکان

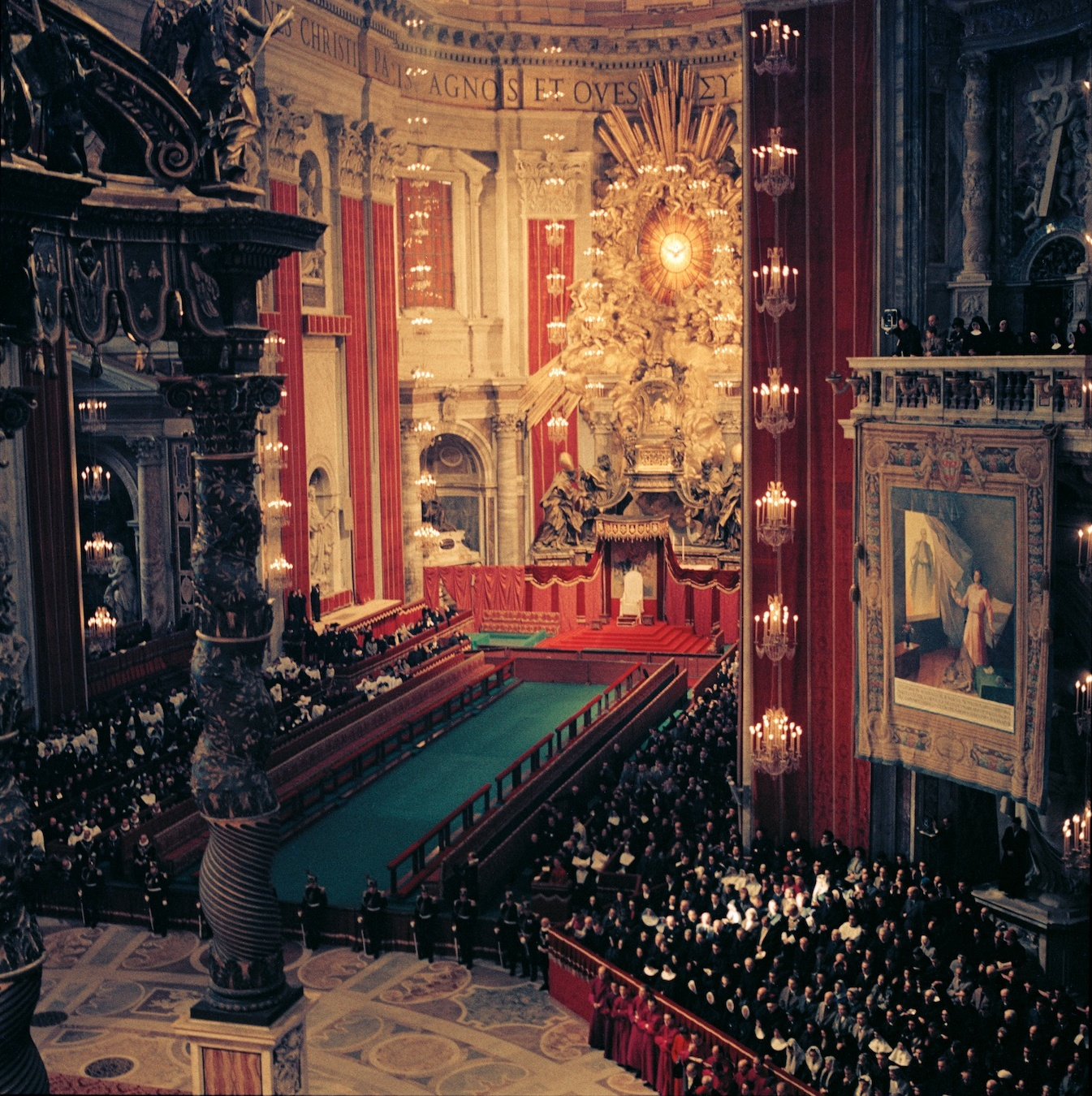
کلیسای سنت پیتر

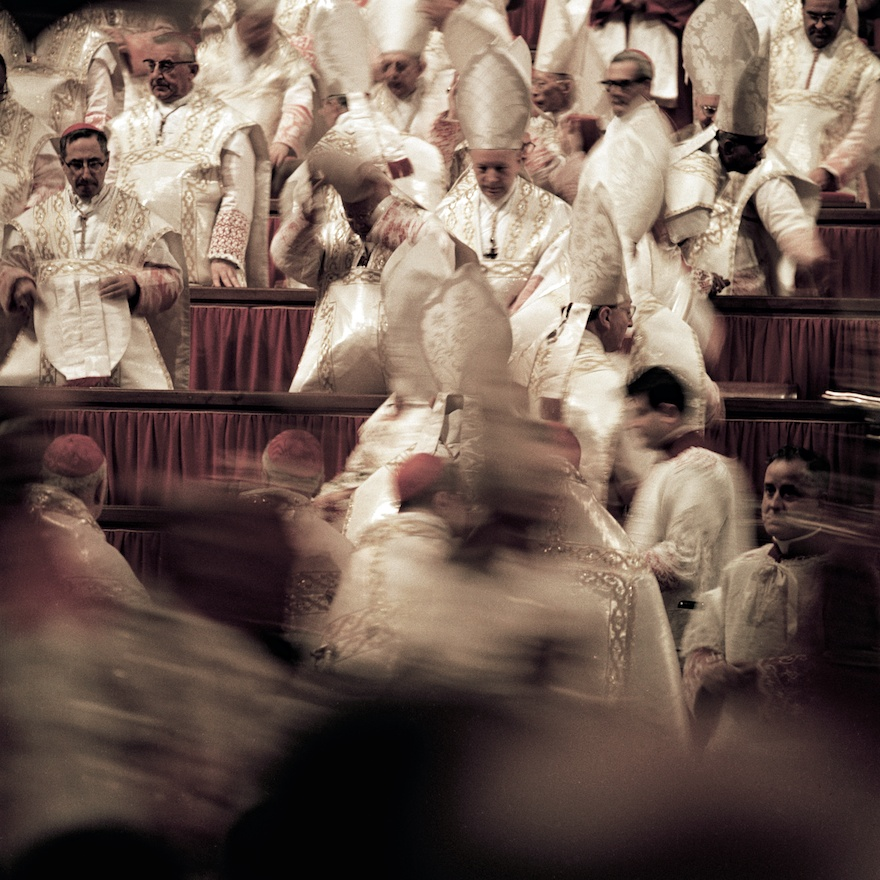
متفرق شدن پدران شورای دوم واتیکان

در دهه ۱۹۵۰ میلادی، مطالعات دینی و کتاب مقدسی کلیسای کاتولیک آغاز به دور شدن از تعالیم نئو مدرسی و تفسیر تحت‌اللفظی کتاب مقدس کرد که واکنشی نسبت به مدرنیسم کاتولیک پس از شورای اول واتیکان بود. این تغییر می‌تواند در متکلمانی از جمله کارل رینر ژزوئیت، مایکل هربرت، و جان کورتنی موری ژزوئیت که به دنبال تلفیق تجربه انسان مدرن با اصول کلیسا بر اساس عیسی مسیح بودند، و همچنین دیگران مانند ایو کنگر، جوزف راتسینگر و هانری دی لوباخ، که به دنبال درک دقیق از کتاب مقدس و پدران کلیسای اولیه به عنوان منبع نوسازی کاتولیک بودند.
در همان زمان، اسقف‌ها در جهان با چالش‌های فوق‌العاده‌ای منبعث از تغییرات سیاسی، اجتماعی، اقتصادی و تکنولوژیکی مواجه شده بودند. برخی از این اسقف‌ها به دنبال راه‌های جدیدی برای پرداختن به این چالش‌ها بودند. اولین شورای واتیکانی قبل از نزدیک به یک قرن برگزار شده بود، اما پس از مدت کوتاهی در هنگامی که ارتش ایتالیا در پایان اتحاد ایتالیا وارد شهر رم شد به پایان رسید. در نتیجه، تنها مذاکرات در نقش مقام پاپی و رابطه متناسب ایمان و عقل تکمیل شد، و بررسی مسائل شبانی مربوط به جهت کلیسا در این شورا صحبت نشد.
پاپ ژان بیست و سوم، از قصد خود برای تشکیل شورا در تاریخ ۲۵ ژانویه سال ۱۹۵۹، کمتر از سه ماه پس از انتخاب خود در اکتبر ۱۹۵۸ خبر داد. این اعلام ناگهانی، که همه را متعجب کرد، باعث کمی اظهارنظر رسمی اولیه از داخل کلیسا شد. واکنش به این فراخوان در خارج از کلیسای کاتولیک گسترده عمدتاً مثبت از هر دو طیف رهبران مذهبی و سکولار بود. این شورا به‌طور رسمی در ۲۵ دسامبر سال ۱۹۶۱ احضار شد. در بحث‌های مختلف قبل از تشکیل شورا، پاپ ژان اغلب می‌گفت که زمان بازکردن پنجره‌های کلیسا برای ورود هوای تازه فرا رسیده‌است. او از سایر مسیحیان غیر کاتولیک برای ارسال ناظر به شورا دعوت کرد. این دعوت از هر دو فرقه پروتستان و ارتدوکس شرقی پذیرفته شد.